# Tussenpaus
Een tussenpaus of overgangspaus is een paus van wie men verwacht dat hij maar kort zal regeren. Meestal gaat het daarbij om pausen die op vrij hoge leeftijd gekozen werden, zodat men ervan uitgaat dat hun pontificaat niet lang zal duren. Er bestaan mensen die menen dat paus Johannes Paulus I een tussenpaus was omdat hij vroegtijdig stierf en zijn pontificaat bijzonder kort was (slechts 33 dagen paus in 1978, het jaar van de drie pausen).
De term wordt nu in veel bredere zin gebruikt om een overgangsfiguur binnen een organisatie aan te duiden. Door iemand te omschrijven als een tussenpaus geeft men aan dat men niet verwacht dat de persoon in kwestie een lang leiderschap ten deel zal vallen (bijvoorbeeld vanwege interne verdeeldheid binnen de organisatie).